# Carlos Arias Navarro
Carlos Arias Navarro, 1. Markiz Arias-Navarro, Grand Hiszpanii (ur. 11 grudnia 1908 w Madrycie, zm. 27 listopada 1989 tamże) – hiszpański szlachcic, polityk i prawnik. W latach 1957–1963 szef służb bezpieczeństwa, następnie od 1965 burmistrz Madrytu, w latach 1973–1974 przejściowo minister spraw wewnętrznych. Premier Hiszpanii od 31 grudnia 1973 do 1 lipca 1976. Od 1977 członek Senatu i działacz Alianza Popular.